# Ініціатива за Каталонію — Зелені
Ініціатива за Каталонію — Зелені (кат. Iniciativa per Catalunya Verds, скорочено ICV) — ліва соціалістична екологістська партія Каталонії, що виступає за незалежність Каталонії та інших «європейських народів» (маються на увазі Країна Басків та Корсика). «Ініціатива за Каталонію — Зелені» — складова частина керівної парламентської коаліції Каталонії, т. зв. «трипартиту» (кат. tripartit).
За результатами виборів 1 листопада 2006 р. до Парламенту Каталонії партія представлена 12 депутатами (п'ята за чисельністю депутатська група).